# Mitarbeiterbeteiligung
Mitarbeiterbeteiligung bezeichnet ein über das traditionelle Arbeitsverhältnis zwischen Arbeitgeber und Arbeitnehmer hinausgehendes Rechtsverhältnis durch Partizipation.

## Allgemeines
Zu unterscheiden ist zwischen der materiellen und der immateriellen Mitarbeiterbeteiligung. Materielle Mitarbeiterbeteiligung ist die Partizipation von Mitarbeitern am Erfolg und/oder Kapital des Arbeitgebers, immaterielle Mitarbeiterbeteiligung betrifft die Partizipation an Entscheidungen.

## Arten
Allgemein wird unterschieden zwischen der materiellen und immateriellen Mitarbeiterbeteiligung.
- Die materielle Mitarbeiterbeteiligung umfasst die   
  - Mitarbeiter-Kapitalbeteiligung (Fremdkapital oder Eigenkapital), hier liegt der Schwerpunkt im Gesellschaftsrecht wie bei Belegschaftsaktien;
  - Mitarbeiter-Erfolgsbeteiligung (z. B. Ertragsbeteiligung, Gewinnbeteiligung), hier liegt der Schwerpunkt im Arbeitsrecht.
- Die immaterielle Mitarbeiterbeteiligung setzt sich zusammen aus
  - Mitbestimmung im Rahmen der Betriebsverfassung durch Betriebsrat oder Personalrat;
  - Beteiligung der Mitarbeiter an der Gestaltung der Arbeitsabläufe, Arbeitsplätze, -bedingungen oder betrieblichem Vorschlagswesen, beispielsweise durch Kontinuierlicher Verbesserungsprozess, Qualitätszirkel, Werkstattzirkel, Lernstatt.
  - Management by Participation: hier werden die Mitarbeiter an den Entscheidungs- und Führungsprozessen beteiligt.[4]

Die immaterielle Mitarbeiterbeteiligung führt auch dazu, dass Arbeitnehmervertreter unter bestimmten Voraussetzungen eine Pflichtmitgliedschaft im Aufsichtsrat erhalten.